# 和久田み晴
和久田 み晴（わくだ みはる、1981年9月21日 - ）は、日本の女性声優。81プロデュース所属。茨城県守谷市出身・在住。旧芸名は飯島 美春（いいじま みはる）。

## 略歴
小学生の頃、友達と遊びで録音したラジオごっこがきっかけで声優に興味を持つ。高校生になり、アルバイトで貯めたお金で試しに声優養成所の日曜クラスに通ってみたところ、「なんて楽しいんだろう！」とすっかりのめり込み、プロの世界へと続けていくことを決心する。
2002年より81プロデュースに所属し、声優として活動を開始。2005年からは語り手としてもライブ活動を開始。
2007年4月2日付けで芸名を飯島美春から和久田み晴に改名。
2013年、音楽家の宇高靖人、宇高杏那と共に音とお話のユニット「おとばな」を結成。

## 人物
声種はソプラノ。方言は茨城弁。
アニメ、テレビなどで活躍。
趣味・特技は語り、茨城弁、洋裁、グラフィックデザイン、スクラップブッキング。
既婚者で2児の母。

## 出演

### テレビアニメ
2002年
- アソボット戦記五九

2003年
- カスミン（女生徒）
- D.C. 〜ダ・カーポ〜（子供）
- DEAR BOYS（聖亜9番）
- わがまま☆フェアリー ミルモでポン! シリーズ（2003年 - 2004年、5組女子、ハチロー、女子生徒、主婦、グルミ族）- 2シリーズ

2004年
- GANTZ 〜the first stage〜（女子生徒、母親）- 2シリーズ
- 恋風（女性客）
- とっとこハム太郎（ライオンさん、がぁーるず次女、松岡くん）
- メジャー（2004年 - 2005年、鶴田、ショート、ソフト部員）-  2シリーズ

2005年
- ふしぎ星の☆ふたご姫（モンモンゴーレム）
- マシュマロ通信（女性）
- MÄR-メルヘヴン-（女の子）

2006年
- きらりん☆レボリューション（受付係、ファン、カップル 他）
- 味楽る!ミミカ（ケイコ先生）

2013年
- すすめ!キッチン戦隊クックルン（バニラ）

### 劇場アニメ
- 劇場版MAJOR メジャー 友情の一球（2008年、鶴田）

### ゲーム
- グローランサーIV（2005年、ミケル）

### テレビ番組
- 天才てれびくん外伝 宇宙船ソフィア号の冒険（ロゴスの声）

### 吹き替え
- アイ・ラブ・オリバー!（少女）
- ジンジャーの青春日記（メイシー）

### ナレーション
- グッド!モーニング（テレビ朝日）
- 南極 氷の下のタイムカプセル（ミニ版）（NHK BSプレミアム）
- 大草原の小さな家 ミニ（NHK系列）
- プレマップ 恐竜博2019（NHK） - 番宣ナレーション
- プレマップ スイーツホッピング（NHK） - 番宣ナレーション

### ボイスオーバー
- ハイビジョンスペシャル『ニューヨーカー織部に挑む』（NHK）
- NHKスペシャル『イスラエルとパレスチナ遺族たちの対話（NHK）
- 週刊こどもニュース イラク特集（NHK）
- ガッテン!（NHK）
- 世界はほしいモノにあふれてる 〜旅するバイヤー極上リスト〜（NHK）
- 地球絶景紀行（BS-TBS）
- 世界ふれあい街歩き（NHK BSプレミアム）
- 日立 世界・ふしぎ発見!（TBS）
- コズミックフロント☆NEXT（NHK BSプレミアム）
- Journeys in Japan（NHK）
- サイエンスZERO（NHK）
- ハートネットTV（NHK）
- 世界一受けたい授業（日本テレビ）

### ラジオ
- 声優王国!あんたの声が好きやねん（ラジオ大阪、第5期パーソナリティ）

### シリーズ一覧
1. ↑  第2期『ごおるでん』（2003年 - 2004年）、第3期『わんだほう』（2004年）
2. ↑  第1期『〜the first stage〜』（2004年）、『〜the 2nd stage〜』（2004年）
3. ↑  第1シリーズ（2004年 - 2005年）、第2シリーズ（2006年）